# 卢医镇
卢医镇，是中华人民共和国河南省南阳市镇平县下辖的一个乡镇级行政单位。

## 行政区划
卢医镇下辖以下地区：
卢医街村、东风村、白龙庙村、小魏营村、周堂村、河东村、张沟村、大魏营村、何营村、金佛寺村、田河村、朱沟村、郝沟村、军刘沟村、郭岗村和白杨树村。